# Pistou

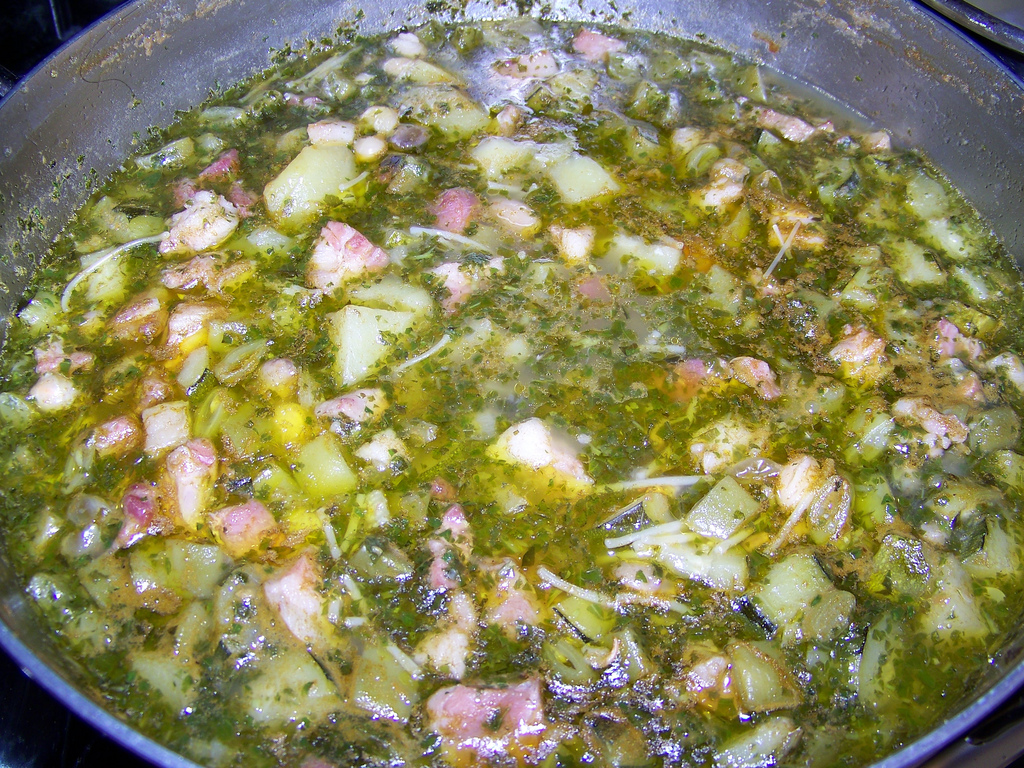
Soupe au pistou.

La salsa pistou (del francés: sauce au pistou), o simplemente pistou, es una salsa francesa parecida al famoso pesto genovés. Es un condimento típico de la región de Provenza en Francia cuyo uso principal es realzar el sabor de la sopa al pistou (del francés: soupe au pistou).
Es una salsa fría hecha con dientes de ajo, albahaca fresca, aceite de oliva y a veces almendras. Algunas versiones más modernas de la receta incluyen quesos duros rallados (Comté, séchon). Tradicionalmente, los ingredientes se machacan y se mezclan en un mortero (pistou significa ‘machacado en un mortero’ en provenzal). A menudo se confunde con el pesto, con el que comparte algunos ingredientes, difiriendo crucialmente en la ausencia de queso. Puede servirse con platos de pasta o untarse en pan, pero se relaciona más con el plato provenzal llamado soupe au pistou (‘sopa al pistou’), una sopa veraniega parecida al minestrone que lleva judías blancas, judías verdes, tomates, calabacines, patatas y pasta. Estos ingredientes pueden omitirse o cambiarse por otros siempre que se mantenga la regla de oro del plato: usar verduras de verano. Así, la sopa al pistou no se hace, por ejemplo, con puerros. Algunas recetas indican que la salsa pistou debe añadirse a la sopa justo antes de servir. Otras recomiendan ofrecer la salsa en la mesa para añadirla a la sopa después de servirla.
Probablemente el pistou y el pesto compartan origen. El poeta romano Virgilio describe una salsa de hierbas machacadas, ajo, sal y aceite de oliva. Una versión con piñones surgió en la región de Génova para convertirse en el pesto, mientras el pistou evolucionó en la región de Niza.
Otras regiones, especialmente las cercanas a los Alpes, emplean queso. Cualquiera que sea el queso usado, se prefieren variedades que cuando se fundan en un líquido caliente (la sopa, por ejemplo) no se funda en hebras largas.